# 豆腐ハンバーグ

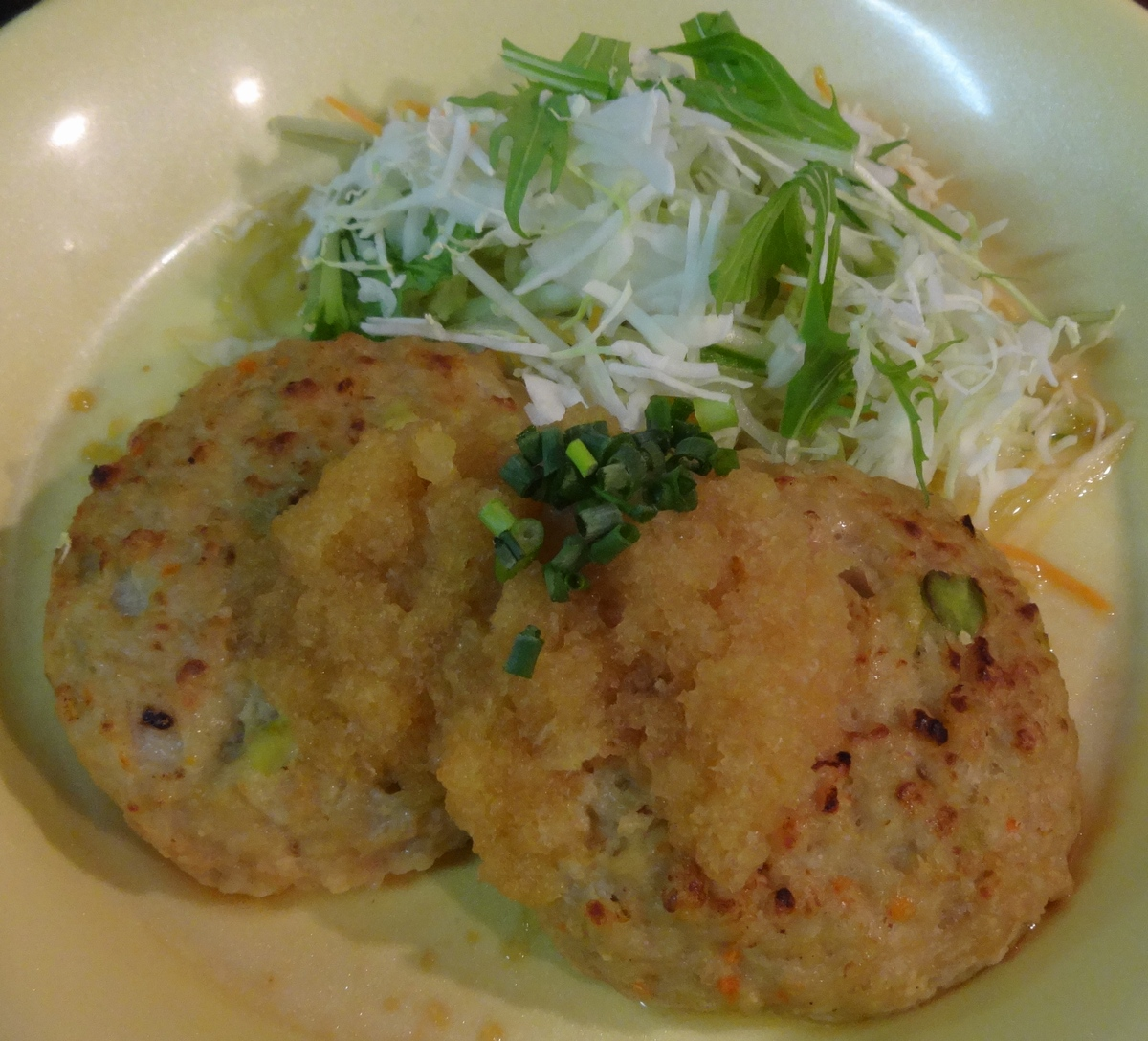
豆腐ハンバーグ

豆腐ハンバーグ（とうふハンバーグ）は、材料に豆腐を使用するハンバーグのことである。

## 概要
材料の挽肉に豆腐を混ぜる場合と、挽肉を使わず豆腐に片栗粉や小麦粉を混ぜる場合がある。また豆腐の代わりに、おからを使う場合もある。
普通のハンバーグに比べ摂取カロリー、脂肪を低く抑えることができる。また食物繊維が非常に多いため、健康の為に重宝される。